# Venere, Marte e Amore

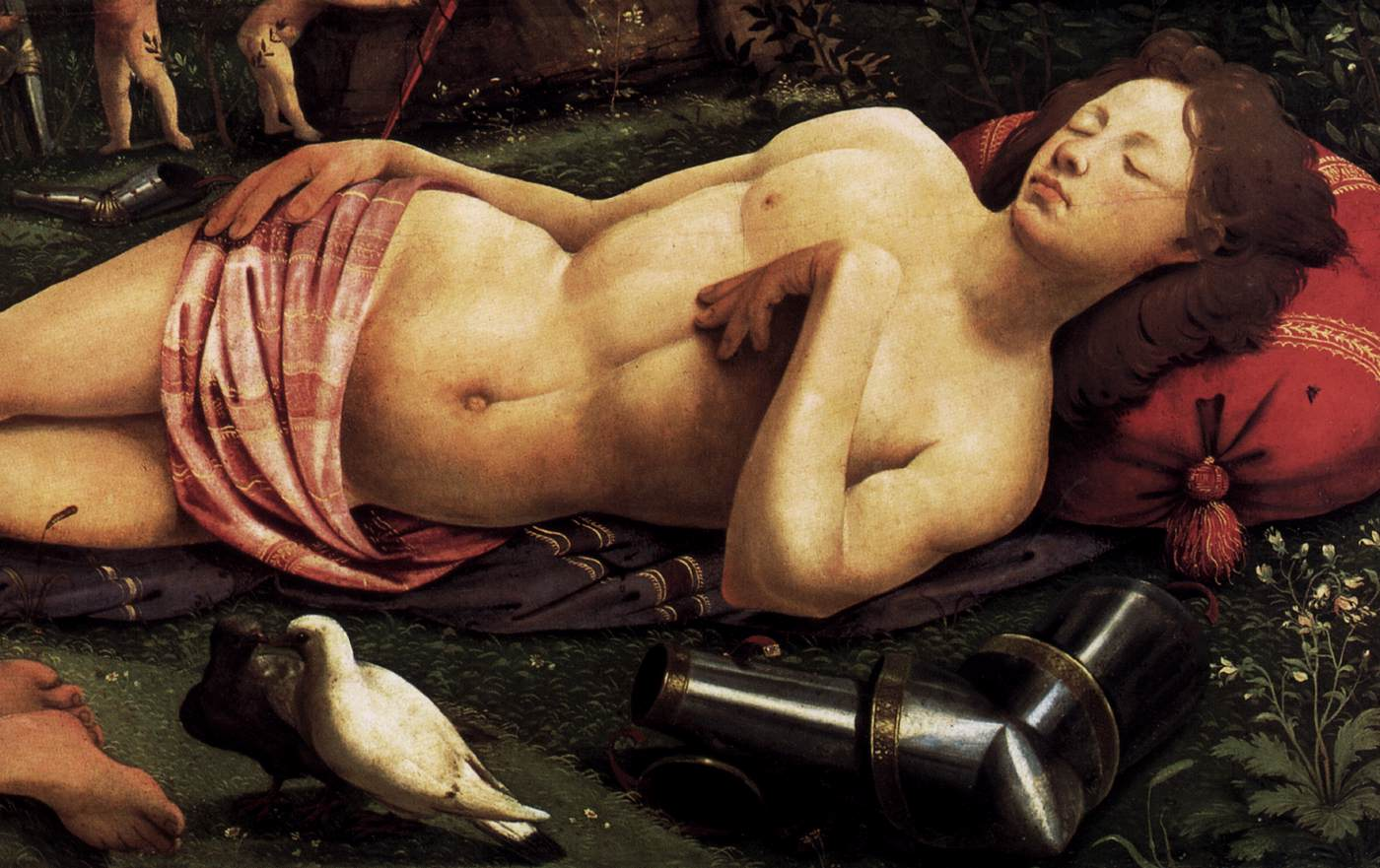
Dettaglio

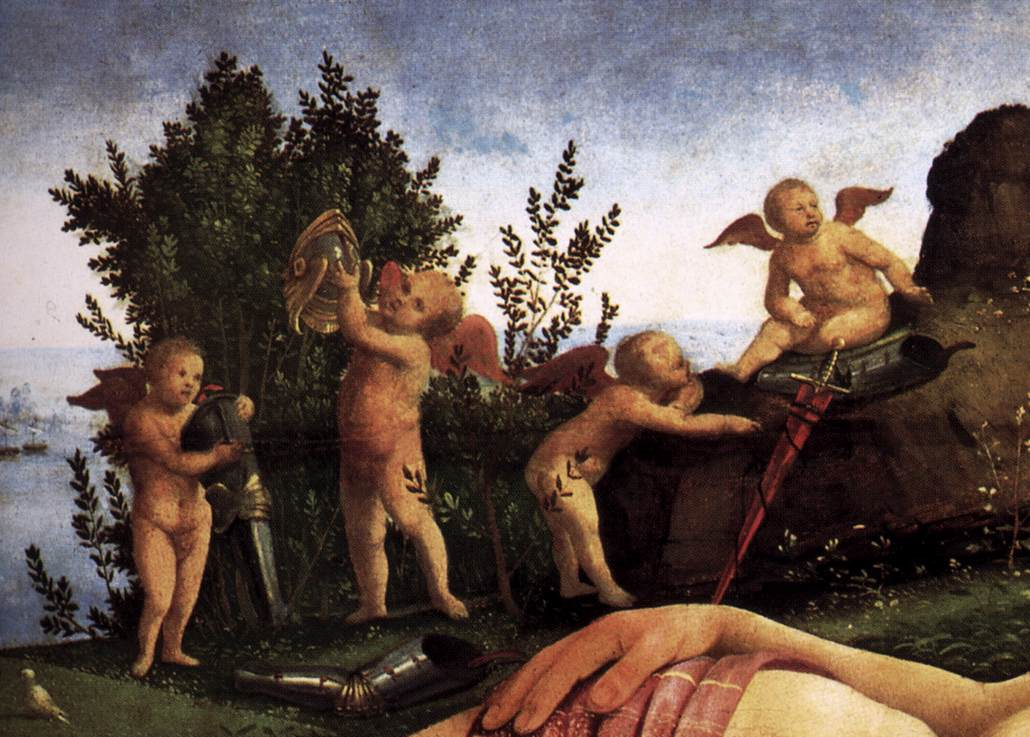
Dettaglio

Venere, Marte e Amore è un dipinto a olio su tavola (72x182 cm) di Piero di Cosimo, databile al 1490 circa e conservato nella Gemäldegalerie di Berlino.

## Storia
L'opera era probabilmente una spalliera, che venne posseduta in seguito dal Vasari stesso.

## Descrizione e stile
Il soggetto è un tema neoplatonico già rappresentato da Botticelli nel Venere e Marte della National Gallery di Londra (1482-1483 circa). Il dio della guerra, Marte giace assopito per gli effetti della "piccola morte", il torpore che segue l'accoppiamento sessuale. In questo senso Venere, dea dell'amore, l'ha vinto ed è quindi un'allegoria dell'amore che vince sulla guerra. La dea è raffigurata distesa seminuda a sinistra mentre gioca col figlio Amore, circondata da animali simbolici come un leprotto bianco e una farfalla. Marte si trova a destra, dietro a due colombi che simboleggiano, oggi come allora, l'amore tenero, mentre un gruppo di putti sta giocando con le sue armi e l'armatura di guerriero.
La scena ha luogo all'ombra di cespugli di mirto, pianta sacra alla dea, dove essa si era rifugiata dopo essere nata sulle coste di Cipro, e lo sfondo è composto da una veduta lacustre in cui gli oggetti più lontani sfumano in toni azzurrini per effetto della foschia, secondo la prospettiva aerea utilizzata da Leonardo da Vinci.

## Galleria d'immagini

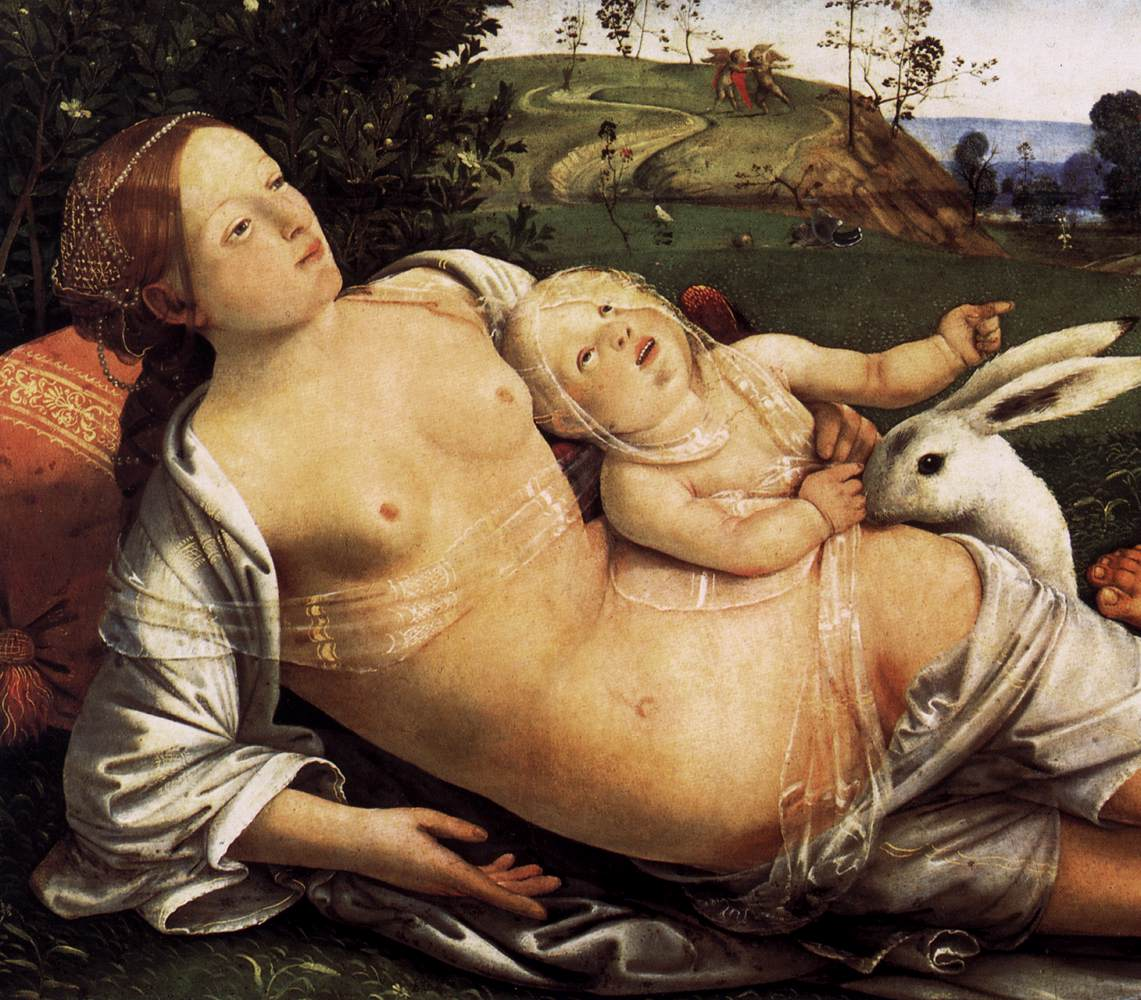
Dettaglio
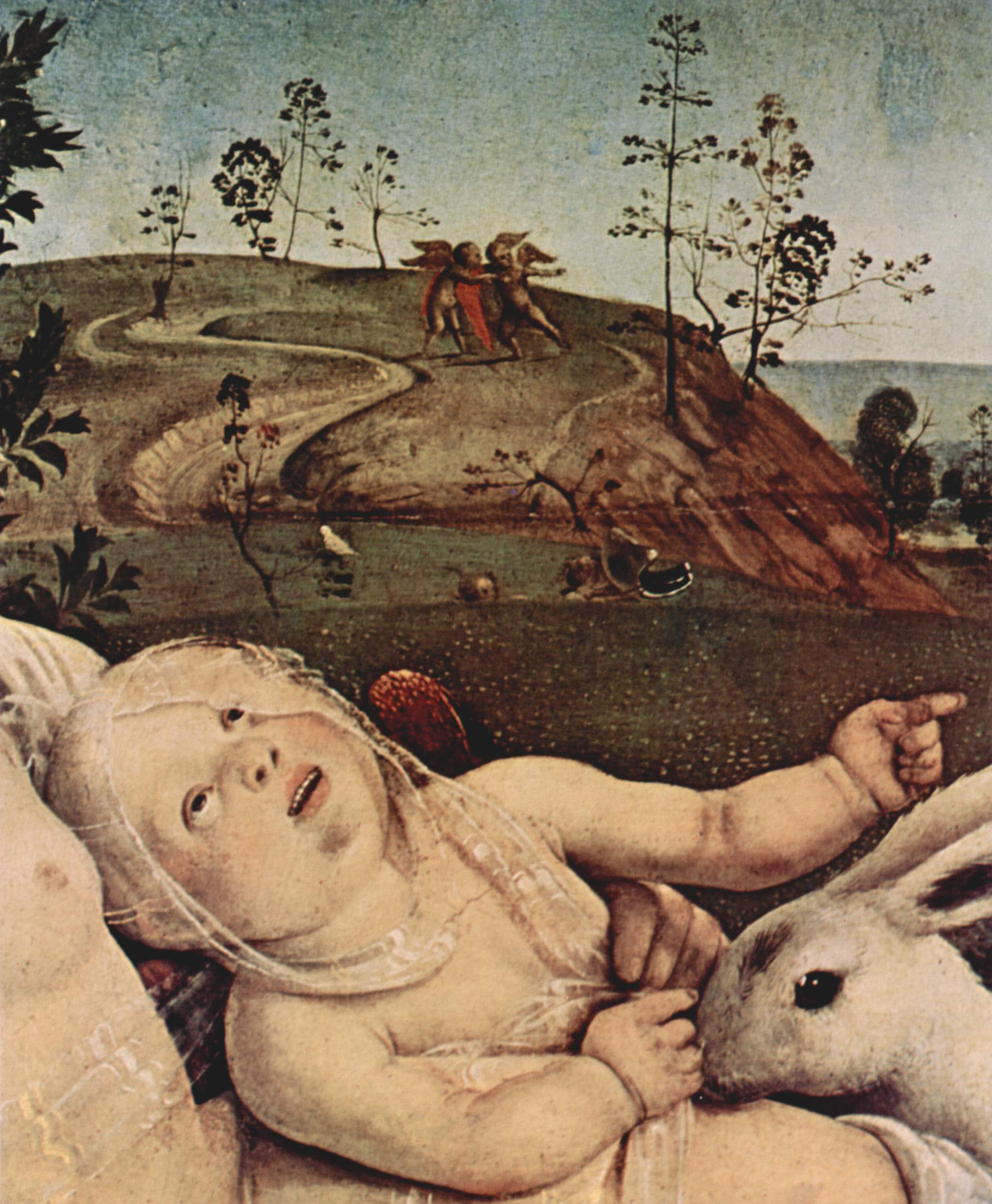
Dettaglio
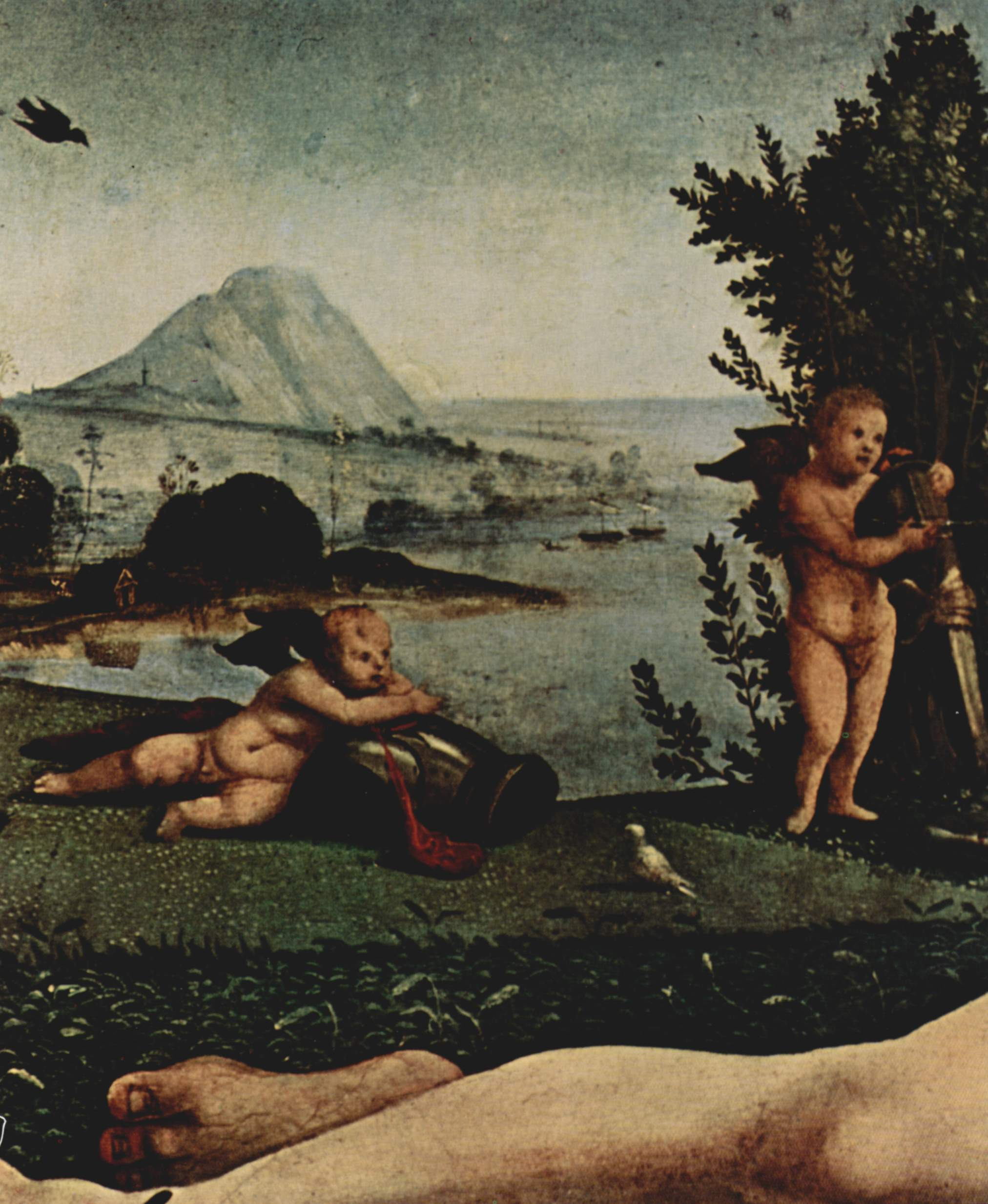
Dettaglio